# Norman Matt

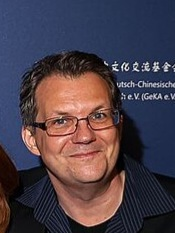
Norman Matt, 2024

Norman Matt (* 1974 in Köln) ist ein deutscher Werbe-, Synchron-, Hörspiel-, Hörbuch- und Off-Sprecher.

## Leben
Ab 1983 war Matt beim Westdeutschen Rundfunk (WDR) zuerst als Kindersprecher, später als Schauspieler tätig. Matt studierte Theater-, Film- und Fernsehwissenschaften sowie Germanistik und Philosophie an der Universität zu Köln und der Fernuniversität in Hagen. Als Schauspieler war er 2004 im Fernsehfilm Der Teufel von Rudow von Regisseur Ulrich Meczulat zu sehen.
Norman Matt ist jedoch vor allem als Werbe- und Synchronsprecher bekannt. Seit 2004 wird er häufig als deutsche Synchronstimme für Paul Rudd (u. a. in Jungfrau (40), männlich, sucht … und Year One – Aller Anfang ist schwer), Mark Ruffalo (u. a. in 30 über Nacht, Zodiac – Die Spur des Killers und The Kids Are All Right), Jason Schwartzman (u. a. in Der Fantastische Mr. Fox und Scott Pilgrim gegen den Rest der Welt) und Jonathan Rhys Meyers (u. a. Der Klang des Herzens und der Fernsehserie Die Tudors) eingesetzt. Er ist zudem die Standardstimme von Cillian Murphy (seit 2005; u. a. in The Dark Knight und Inception) und Michael Fassbender (seit 2009; u. a. in Inglourious Basterds und Prometheus – Dunkle Zeichen). Seine Stimme ist in mehreren Zeichentrick- und Animeserien zu hören, darunter Dragonball, Cosmo & Wanda – Wenn Elfen helfen, Barbaren-Dave und Blue’s Clues – Blau und schlau als Steve. Seit 2011 ist er außerdem als Station-Voice des Senders ProSieben tätig, so ist Matt in zahlreichen Trailern für Spielfilme und Serien zu hören.
Als Dialogregisseur war er für die deutsche Synchronisation einiger Folgen der Fernsehserie Navy CIS verantwortlich und vertont selbst Michael Weatherly in der Rolle des Tony DiNozzo, sowie in der Fernsehserie Bull. Matt schrieb die Dialogbücher zu Der Babynator und Ich, Du und der Andere (2006) und führte die deutsche Synchronregie bei Brokeback Mountain (2005), Sin City (2005) und Die Mumie: Das Grabmal des Drachenkaisers (2008). Seine Arbeit an der deutschen Synchronisation von Inglourious Basterds wurde im Jahr 2011 mit dem Zuhörerpreis Silhouette in der Kategorie Beste Synchronregie Film ausgezeichnet.
In der Fernsehsendung Verstehen Sie Spaß? ist er als Puppe Kurti zu hören.
Über seine Synchronarbeit hinaus sprach Norman Matt diverse Hörspiele und -bücher ein. Viele Videospieler haben ihn auch als die deutsche Stimme des Titelhelden Guybrush Threepwood aus der LucasArts-Computerspielserie Monkey Island im Ohr.

## Filmografie
- 1993: Kahlschlag
- 1996: SK Babies (Fernsehserie; 1 Folge)
- 2004: Der Teufel von Rudow

## Synchronisation (Auswahl)
Cillian Murphy
- 2005: Batman Begins als Dr. Jonathan Crane / The Scarecrow
- 2005: Red Eye als Jackson Rippner
- 2006: Breakfast on Pluto als Patrick „Kitten“ Braden
- 2007: Sunshine als Capa
- 2008: Liebe lieber ungewöhnlich – Eine Beziehung mit Hindernissen als Neil
- 2008: The Dark Knight als Dr. Jonathan Crane / The Scarecrow
- 2009: The Edge of Love als William Killick
- 2010: Peacock als John/Emma Skillpa
- 2010: Inception als Robert Fischer, Jr.
- 2011: In Time – Deine Zeit läuft ab als Raymond Leon
- 2012: The Dark Knight Rises als Dr. Jonathan Crane / The Scarecrow
- 2014: Transcendence als Donald Buchanan
- 2014–2022: Peaky Blinders – Gangs of Birmingham (Fernsehserie) als Thomas Shelby
- 2017: Dunkirk als Zitternder Soldat
- 2019: Anna als Leonard „Lenny“ Miller
- 2021: A Quiet Place 2 als Emmett
- 2023: Oppenheimer als Robert Oppenheimer

David Anders
- 2003–2008: Alias – Die Agentin (Fernsehserie) als Sark
- 2008–2009: Heroes (Fernsehserie) als Takezo Kensei / Adam Monroe
- 2010: 24 (Fernsehserie) als Josef Bazhaev
- 2010–2011, 2014, 2017: Vampire Diaries (Fernsehserie) als John Gilbert
- 2012–2014, 2016–2017: Once Upon a Time – Es war einmal … als Dr. Viktor Frankenstein / Dr. Whale
- 2015–2020: iZombie (Fernsehserie) als Blaine DeBeers

Hrithik Roshan
- 2005: Sternenkind – Koi Mil Gaya als Rohit Mehra
- 2006: Kaho Naa ... Pyaar Hai – Liebe aus heiterem Himmel als Rohit/Raj Chopra
- 2006: Beste Freunde küsst man nicht! als Raj Khanna
- 2007: Bittersüße Erinnerungen als Ronit Malhotra
- 2007: Main Prem Ki Diwani Hoon – Ich sehne mich nach deiner Liebe als Prem Kishen Mathur
- 2007: Dhoom 2 – Back in Action als Aryan Singh / Mr. A.

Jason Schwartzman
- 2005: I Heart Huckabees als Albert Markovski
- 2005: Verliebt in eine Hexe als Ritchie
- 2006: Shopgirl als Jeremy
- 2006: Marie Antoinette als Louis XVI.
- 2008: Hotel Chevalier als Jack Whitman
- 2008: Darjeeling Limited als Jack Whitman
- 2009: Wie das Leben so spielt als Mark Taylor Jackson
- 2010: Scott Pilgrim gegen den Rest der Welt als Gideon Graves
- 2014: Grand Budapest Hotel als M. Jean
- 2023: Spider-Man: Across the Spider-Verse als Jonathan Ohnn / The Spot

Jason Sudeikis
- 2008: Love Vegas als Mason
- 2011: Kill the Boss als Kurt Buckman
- 2013: Wir sind die Millers als David Clark
- 2020–2023: Ted Lasso (Fernsehserie) als Ted Lasso

Jonathan Rhys Meyers
- 2002: Kick It Like Beckham als Joe
- 2004: Octane – Grausamer Verdacht als Der Vater
- 2004: Alexander als Cassander
- 2005: Vanity Fair – Jahrmarkt der Eitelkeit als George Osborne
- 2006: Mission: Impossible III als Declan Gormley
- 2007: Der Klang des Herzens als Louis Connelly
- 2008–2011: Die Tudors (Fernsehserie) als König Henry VIII.
- 2010: Shelter als David/Adam/Wesley
- 2010: From Paris with Love als James Reece
- 2013–2014: Dracula (Fernsehserie) als Alexander Grayson / Dracula

Mark Ruffalo
- 2004: 30 über Nacht als Matt Flamhaff
- 2004: Vergiss mein nicht! als Stan
- 2005: Wo die Liebe hinfällt … als Jeff Daly
- 2007: Zodiac – Die Spur des Killers als David Toschi
- 2008: Die Stadt der Blinden als Doktor
- 2009: Brothers Bloom als Stephen
- 2009: Wo die wilden Kerle wohnen als Der Freund
- 2010: Date Night – Gangster für eine Nacht als Brad Sullivan
- 2010: The Kids Are All Right als Paul
- 2012: Marvel’s The Avengers als Dr. Bruce Banner / Hulk
- 2013: Iron Man 3 als Dr. Bruce Banner
- 2015: Avengers: Age of Ultron als Bruce Banner / Hulk
- 2017: Thor: Tag der Entscheidung als Dr. Bruce Banner / Hulk
- 2018: Avengers: Infinity War als Dr. Bruce Banner / Hulk
- 2019: Captain Marvel als Dr. Bruce Banner / Hulk
- 2019: Avengers: Endgame als Dr. Bruce Banner / Hulk
- 2020: Vergiftete Wahrheit als Robert Bilott
- 2021, 2023: What If…? (Fernsehserie) als Dr. Bruce Banner / Hulk
- 2022: She-Hulk: Die Anwältin als Dr. Bruce Banner / Hulk

Michael Fassbender
- 2007: Angel – Ein Leben wie im Traum als Esmé
- 2009: Inglourious Basterds als Lt. Archie Hicox
- 2010: Centurion als Centurion Quintus Dias
- 2011: Jonah Hex als Burke
- 2011: Eine dunkle Begierde als Carl Jung
- 2011: X-Men: Erste Entscheidung als Erik Lehnsherr / Magneto
- 2011: Jane Eyre als Rochester
- 2012: Shame als Brandon Sullivan
- 2012: Haywire als Paul
- 2012: Prometheus – Dunkle Zeichen als David
- 2013: The Counselor als Counselor
- 2014: X-Men: Zukunft ist Vergangenheit als Erik Lehnsherr / Magneto
- 2014: 12 Years a Slave als Edwin Epps
- 2016: X-Men: Apocalypse als Erik Lehnsherr / Magneto
- 2017: Alien: Covenant als David und Walter
- 2017: Schneemann als Harry Hole
- 2019: X-Men: Dark Phoenix als Erik Lehnsherr / Magneto
- 2023: Next Goal Wins als Thomas Rongen

Paul Rudd
- 2004: Anchorman – Die Legende von Ron Burgundy als Brian Fantana
- 2005: Jungfrau (40), männlich, sucht … als David
- 2005: P.S. – Liebe auf Anfang als Sammy Silverstein
- 2006: Beim ersten Mal als Pete
- 2008: Hauptsache verliebt als Adam
- 2009: Das 10 Gebote Movie als Jeff Reigert
- 2009: Vorbilder?! als Danny Donahue
- 2009: Year One – Aller Anfang ist schwer als Abel
- 2009: Trauzeuge gesucht! als Peter Klaven
- 2010: Dinner für Spinner als Tim
- 2012: Vielleicht lieber morgen als Mr. Anderson
- 2021: Ghostbusters: Legacy als Gary Grooberson

Diedrich Bader
- 2005: Miss Undercover 2 – Fabelhaft und bewaffnet als Joel Meyers
- 2007: Monk (Fernsehserie) als Chance Singer
- 2009–2010: Bones – Die Knochenjägerin (Fernsehserie) als Andrew Hacker
- 2011: Psych (Fernsehserie) als Eli

Romain Duris
- 2002: L’auberge espagnole als Xavier
- 2005: L’auberge espagnole – Wiedersehen in St. Petersburg als Xavier
- 2013: Beziehungsweise New York als Xavier

Aaron Stanford
- 2003: X-Men 2 als John Allerdyce / Pyro
- 2006: X-Men: Der letzte Widerstand als John Allerdyce / Pyro

Daran Norris
- 2003–2017: Cosmo & Wanda – Wenn Elfen helfen (Fernsehserie) als Cosmo
- 2011: Ein Cosmo & Wanda Movie: Werd’ erwachsen Timmy Turner! als Animated Cosmo
- 2012: Cosmo & Wanda – Ziemlich verrückte Weihnachten als Cosmo
- 2014: Cosmo & Wanda – Auwei Hawaii! als Cosmo
- 2022: Cosmo & Wanda: Wenn Elfen weiterhelfen als Cosmo
- 2024: Cosmo & Wanda – Ein neuer Wunsch als Cosmo

### Filme
- 2002: Star Wars: Episode II – Angriff der Klonkrieger als Owen Lars (für Joel Edgerton)
- 2003: Kangaroo Jack als Charlie Carbone (für Jerry O’Connell)
- 2003: Ring als Noah Clay (für Martin Henderson)
- 2003: Matrix Reloaded und Matrix Revolutions als Seraph (für Collin Chou)
- 2004: Mambo Italiano als Angelo Barberini (für Luke Kirby)
- 2005: Neon Genesis Evangelion: Death & Rebirth als Makoto Hyuga (für Hiro Yuuki)
- 2005: King Kong als Mike (für Craig Hall)
- 2005: Saiyuki – Requiem als Cho Hakkai (für Akira Ishida)
- 2005: Das Schwiegermonster als Remy (für Adam Scott)
- 2006: Thank You for Smoking als Jack (für Adam Brody)
- 2006: Superman Returns als Superman / Clark Kent / Kal–el (für Brandon Routh)
- 2006: Das Haus am See als Henry (für Ebon Moss-Bachrach)
- 2007: Der Sternwanderer als Tristan (für Charlie Cox)
- 2007: Hannibal Rising – Wie alles begann als Hannibal Lecter (für Gaspard Ulliel)
- 2007: Das Mädchen, das durch die Zeit sprang als Kôsuke Tsuda (für Mitsutaka Itakura)
- 2009: Alvin und die Chipmunks 2 als Toby Seville (für Zachary Levi)
- 2010: Alice im Wunderland als Weißes Kaninchen (für Michael Sheen)
- 2012: Das gibt Ärger als FDR Foster (für Chris Pine)
- 2012: Cloud Atlas als Rufus Sixsmith (jung) / Nurse James / Archivar (für James D’Arcy)
- 2013: R.E.D. 2 als Han Cho Bai (für Lee Byung-hun)
- 2015: The Imitation Game – Ein streng geheimes Leben als Hugh Alexander (für Matthew Goode)
- 2015: Selfless – Der Fremde in mir als Albright (für Matthew Goode)
- 2019: Shazam! als Shazam (für Zachary Levi)
- 2020: The Gentlemen als Dry Eye (für Henry Golding)
- 2023: Shazam! Fury of the Gods als Shazam (für Zachary Levi)
- 2024: Megalopolis als Jason Zanderz (für Jason Schwartzman)
- 2024: Queer als Joe Guidry (für Jason Schwartzman)

### Serien
- Seit 1996: Detektiv Conan als Yasuharu Misawa (für Hiroshi Watari, Zweiteiler-Episode: Mysteriöse Buchstaben)
- 1999–2000: Dragonball als Krillin (für Mayumi Tanaka)
- 1999–2002: Relic Hunter – Die Schatzjägerin als Nigel Bailey (2. Stimme) (für Christien Anholt)
- 2002–2009: Monk als Chance Singer (für Diedrich Bader, Folge: Mr. Monk gegen den Nudisten)
- 2003–2004: Blue’s Clues – Blau und schlau als Steve (1. Stimme) (für Steve Burns)
- 2004: Barbaren-Dave als Dave (für Danny Cooksey)
- 2004: Mittelland – Die Legende der Elfen als Daiman (für Jack Lingo)
- 2004–2010: Cold Case – Kein Opfer ist je vergessen als Det. Scotty Valens (für Danny Pino)
- 2005–2012: CSI: Miami als Ryan Wolfe (für Jonathan Togo)
- 2005–2016: Navy CIS als Special Agent Anthony „Tony“ DiNozzo Jr. (für Michael Weatherly)
- 2005: Charmed – Zauberhafte Hexen als Chris Halliwell (für Drew Fuller)
- 2005–2008: Hotel Zack & Cody als Mr. Moseby (für Phill Lewis)
- 2005–2008, 2011: Inspector Barnaby als DS Gavin Troy (für Daniel Casey)
- 2005–2014: LazyTown als Meini (im Original Stingy) (für Jodi Eichelberger)
- 2006: Ghost Whisperer – Stimmen aus dem Jenseits als Conor Donovan (für Sean Maher)
- 2006–2007: Kim Possible als Señor Senior Jr. (2. Stimme) (für Nestor Carbonell)
- 2007: Desperate Housewives als Barrett (für Armie Hammer)
- 2007: Ghost Whisperer – Stimmen aus dem Jenseits als Bryan Curtis (für Jamie Bamber)
- 2007: Where My Dogs At?
- 2007: Fullmetal Alchemist als Sonnenbrillenträger B (für Kei Kurita, Folge 5)
- 2008: Dead Like Me – So gut wie tot als Mason (für Callum Blue)
- 2008–2009: Hotel Babylon als Charlie Edwards (für Max Beesley)
- 2008–2016: Inspector Barnaby als DC Ben Jones (für Jason Hughes)
- 2009–2011: Zack & Cody an Bord als Mr. Moseby (für Phill Lewis)
- 2010: Ghost Whisperer – Stimmen aus dem Jenseits als Sean Flannery (für Riley Smith)
- 2010: Ghost Whisperer – Stimmen aus dem Jenseits als Det. Jeff Colson (für Justin Shilton)
- 2013: Nikita als Michael (für Shane West)
- Seit 2016: My Hero Academia als Taneo Tokuda (für Eiji Hanawa, Folge 64)
- 2017–2022: Bull als Dr. Jason Bull (für Michael Weatherly)
- 2017–2024: Star Trek: Discovery als Lt. Paul Stamets (für Anthony Rapp)
- 2019: Demon Slayer: Kimetsu no Yaiba als Muzan Kibutsuji (für Toshihiko Seki)
- seit 2019: The Boys als Homelander (für Antony Starr)
- 2020–2023: Perry Mason als Perry Mason (für Matthew Rhys)
- 2020–2022: Stargirl
- 2022: Obi-Wan Kenobi als Owen Lars (für Joel Edgerton)

### Computerspiele
- 1994: Erben der Erde
- 1995: Knights of Xentar[1]
- 1997: The Curse of Monkey Island
- 2000: Flucht von Monkey Island
- 2001: Red Faction
- 2002–2009: Fritz & Fertig
- 2006: Kingdom Hearts II
- 2006: SpongeBob Schwammkopf – Die Kreatur aus der Krossen Krabbe
- 2007: Overclocked
- 2007: X-Blades
- 2009: Assassin’s Creed II
- 2010: Tales of Monkey Island
- 2013: Far Cry 3: Blood Dragon
- 2022: Return to Monkey Island

### Dialogbuch und -regie
- 2004: Catwoman (nur Dialogbuch)
- 2005: Der Babynator
- 2006: Brokeback Mountain (nur Dialogregie)
- 2005: Sin City (nur Dialogregie)
- 2006: Ich, Du und der Andere
- 2007: Jennas Kuchen – Für Liebe gibt es kein Rezept
- 2009: Beverly Hills Chihuahua
- 2008: Die Mumie: Das Grabmal des Drachenkaisers (nur Dialogregie)
- 2009: G-Force – Agenten mit Biss
- 2009: Inglourious Basterds (nur Dialogregie)

### Off-Sprecher
- Werbespots für Coke-Zero, ING-DiBa, Mars, Snickers, Milky Way
- Stationvoice für ProSieben und N-JOY
- Kommentare und Off-Texte für Neuneinhalb (Das Erste)
- Puppe Kurti in Verstehen Sie Spaß?

## Hörspiele (Auswahl)
- 2006: Star Wars 6-CD Hörspielbox: Episoden I-VI, Box-Set, Label: Folgenreich (Universal)
- 2014: Robert Weber: Die Infektion II – Die Insel – Regie: Annette Kurth (Kriminalhörspiel – WDR)
- 2022 (Audible): In 80 Tagen um die Welt. Das Original-Hörspiel zum Kinofilm, Edel Kids

## Hörbücher (Auswahl)
- 2012: Kevin Wilson: Die gesammelten Peinlichkeiten unserer Eltern in der Reihenfolge ihrer Erstaufführung, Der Hörverlag, ISBN 978-3-8445-0989-2
- 2020: MARVEL – 24 Geschichten zum Advent, der Hörverlag, ISBN 978-3-8445-4008-6 (gemeinsam mit Christian Zeiger)
- 2020: Michael Robotham: Fürchte die Schatten (Cyrus Haven 2, Psychothriller), der Hörverlag, ISBN 978-3-8445-4076-5 (gemeinsam mit Anjorka Strechel, ungekürzt: Audible)
- 2021: Marvel The Avengers – Die besten Superhelden-Geschichten, der Hörverlag, ISBN 978-3-8445-4163-2
- 2022: Christian Holst: Müssen Aliens aufs Klo? Alles, was du schon immer über das Leben im Universum wissen wolltest, der Hörverlag, ISBN 978-3-8371-6220-2
- 2024: Michael Robotham: Die Totgeglaubte (Cyrus Haven 4, Psychothriller), der Hörverlag, ISBN 978-3-8445-4793-1 (gemeinsam mit Anjorka Strechel, ungekürzt: Audible)